# Esplantas

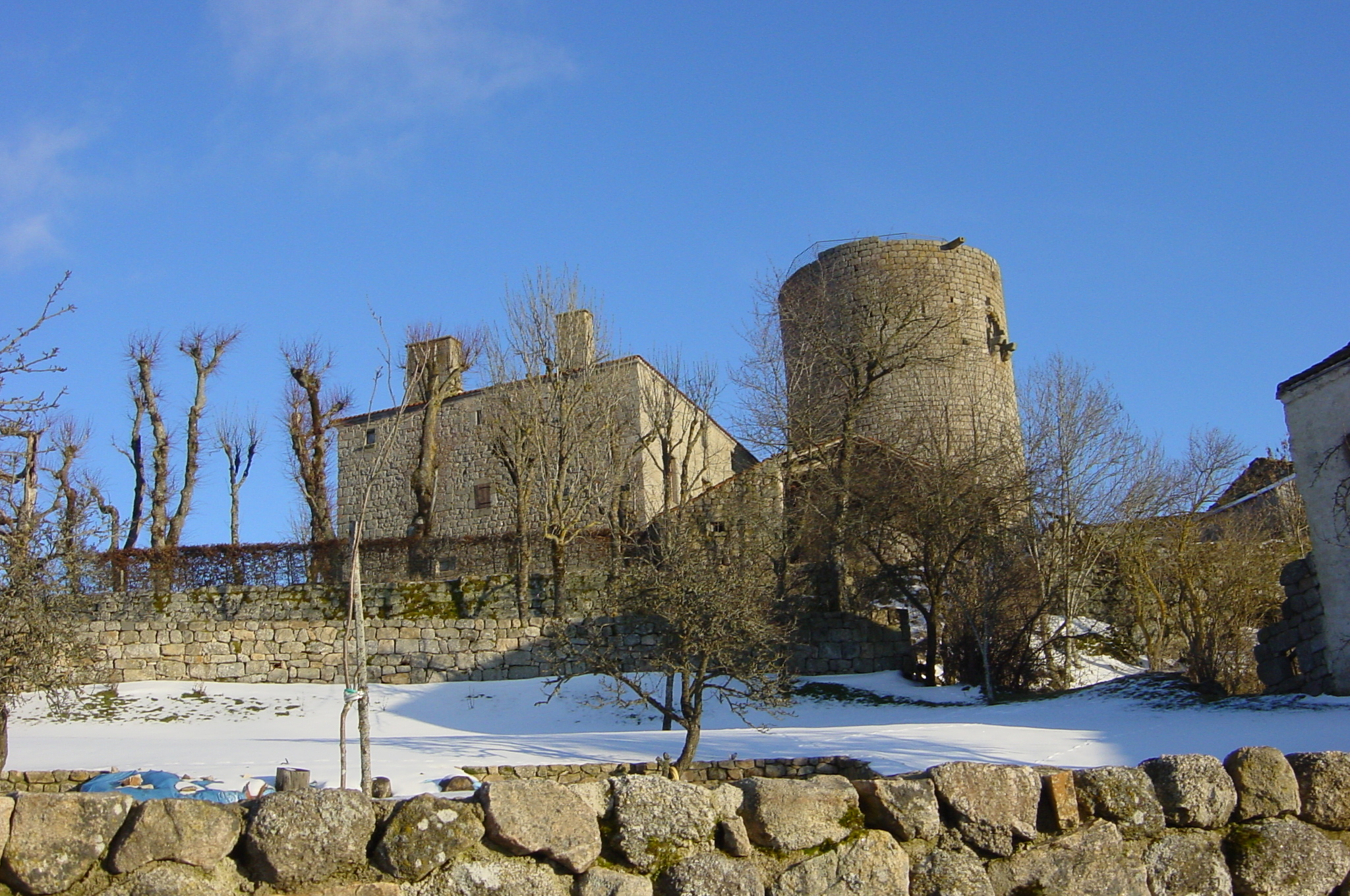
Kasteel

Esplantas is een plaats en voormalige gemeente in het Franse departement Haute-Loire in de regio Auvergne-Rhône-Alpes en telt 102 inwoners (2009). De plaats maakt deel uit van het arrondissement Brioude.

## Geschiedenis
Esplantas is op 1 januari 2016 gefuseerd met de gemeente Vazeilles-près-Saugues tot de gemeente Esplantas-Vazeilles. 

## Geografie
De oppervlakte van Esplantas bedraagt 9,9 km², de bevolkingsdichtheid is dus 10,3 inwoners per km².
De onderstaande kaart toont de ligging van Esplantas met de belangrijkste infrastructuur en aangrenzende gemeenten.

## Demografie
Onderstaande figuur toont het verloop van het inwonertal.